# Wilhelm Oxenius
Wilhelm Oxenius (Kassel, 9 settembre 1912 – Germania Ovest, 13 agosto 1979) è stato un militare tedesco.